# Interlingve književnost
Interlingve književnost obuhvata zbirku originalnih i prevedenih proznih i stručnih dela na jeziku interlingve, koji je stvorio Edgar de Val. Većina tekstova su kratke priče i prevodi objavljeni u glavnom časopisu jezika, , ali postoje i romani i zbirke poezije, naročito od autora poput Vićenta Kostalage, Jana Amosa Kajša i Jaroslava Podobskog.

## Istorija

### Pozadina
Interlingve je međunarodni pomoćni jezik koji je 1922. godine stvorio estonski nastavnik Edgar de Val. Rečnik jezika potiče uglavnom iz zapadnoevropskih jezika, posebno romanskih, s jakim uticajem engleskog. Prvi put se pojavio u časopisu  (kasnije ) i brzo stekao sledbenike. U ranim delima korišćeni su nestandardni oblici pravopisa i gramatike zbog nedostatka objavljenih pravila i standardizacije.

### Prve publikacije
Prva poznata publikacija na ovom jeziku je knjiga Transcedentalna algebra, matematička ideografija: eksperiment filozofskog jezika estonskog lingviste Jakoba Lincbaha. Prevod na interlingve načinio je sam de Val, još pre nego što je jezik u potpunosti formiran, kada se još zvao Auli.

### Prevod i originalna dela
Prvo književno delo bio je prevod pesme Hymne, autora [[K|Karla Hamara, koji je objavio Karlo Julijus Sarinen 1925. godine u Kosmoglotu.
Godine 1926. prevedene su Geteova pesma Noćna pesma lutalice i delo Nacionalizam na Zapadu Rabindranata Tagorea.
Sledeće godine su usledili prevodi persijskog pesnika Sadija i filozofa Hermana Kejzerlinga.
Tokom 1930-ih objavljeni su prevodi pesme Ú es mi herm? (Konstantin Balmont), romana Manuel Menendez (Edmondo De Amicis) i Poeove priče Un descense in li Maelstrom. Originalna dela uključuju zbirku poezije Li Astres del Verne (Podobský), priču Krasina, raconta del subterrania del Moravian carst (Kajš), kao i zbirku kratkih priča Historiettes in Occidental (Ric Berger, 1930).
Godine 1951, nakon osnivanja Interlingve od strane IALA (koji je zamenio Occidental), mnogi korisnici su prešli na novi jezik — uključujući Rica Bergera — što je oslabilo pokret i dovelo do prestanka izlaženja časopisa Cosmoglotta 1985. godine. Prema esperantskom autoru Donu Harlowu, jezik je tada smatran "mrtvim", kako ga je opisao urednik Adrian Pilgrim.
Uprkos tome, tokom 1950-ih i 1960-ih godina pojavljuju se novi prevodi: Li matre parla (Jiří Marek, 1954), Li alocution al chefes de Lebak (Multatuli), Camises Nuptial (Karel Jaromír Erben), Un Adío (Arvid Brenner), Un Desertor (Bo Bergman, 1958), kao i pesme raznih evropskih autora u zbirci Poemas(1964).

### Obnova posle 2000. godine
Obnova jezika počinje 1999. godine formiranjem Yahoo! grupe. Početkom 2000-ih pokrenuta je Interlingve verzija Wikipedije, koja je do 2020. imala više od 5.000 članaka.
Od 2000. godine pojavljuju se nova književna dela: prvi značajan prevod bio je Stendhalov roman Parmanski kartuzijanski manastir (Robert Winter, 2011), zatim Li Munde de Sandra (2012), Mali Princ (2014) i Li Romance de Photogen e Nycteris (2019).
U periodu 2021–2023. godine, Vicente Costalago objavljuje niz originalnih dela i prevoda, kao što su: Li sercha in li castelle Dewahl e altri racontas, Li tresor de Fluvglant, Subuqti, Verses escapat de mi mente, kao i antologije Antologie hispan, Fabules, racontas e mites i Antologie de poesie europan. Druga važna autorka je Dorlota Burdon, koja objavljuje originalne priče u časopisu Posta Mundi i prevodi The Lunatic autora Khalila Gibrana.

## Značajni autori
- Jan Amos Kajš
- Jaroslav Podoský
- Engelbert Pigal
- Abram Kofman
- A. E. Cortinas
- Ilmari Federn
- Thomas Schmidt
- Dorlota Burdon
- Vicente Costalago

## Literatura
1. ↑  Moret, Sébastien (2019). „Jakob Linzbach on his life and work”. Sign Systems Studies. 47 (1/2): 305—334. ISSN 1736-7409. doi:10.12697/SSS.2019.47.1-2.11 .
2. 1 2 3  Costalago, Vicente (јул 2022). „Literatura in Interlingue”. Cosmoglotta (329): 2—15  — преко Internet Archive.